# مونتپیو
مونتپیو (انگلیسی: Montepio) شرکت خدمات مالی و بانکداری پرتغالی است، که در سال ۱۸۴۴ تأسیس شد.